# Broeders Penitenten

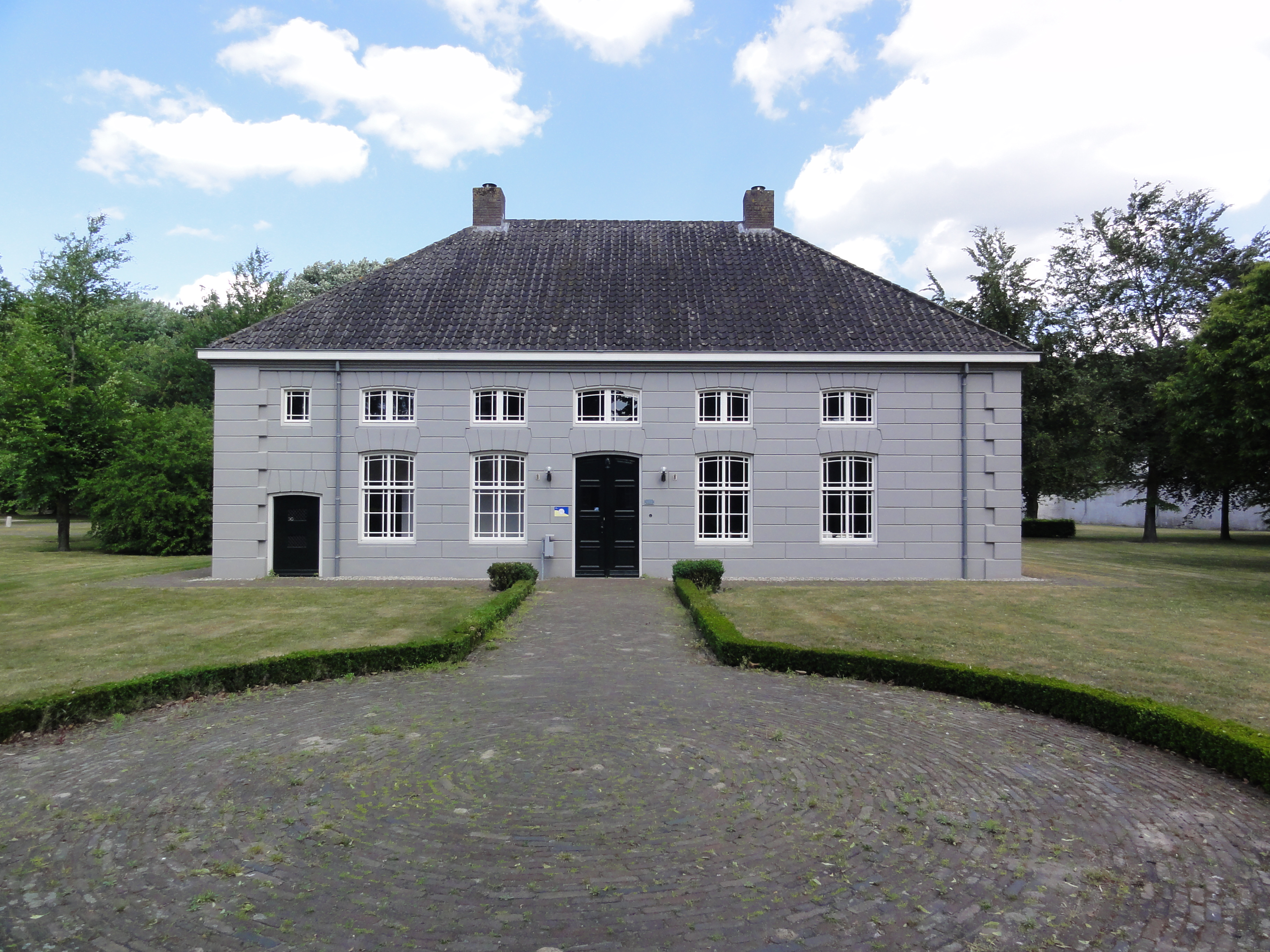
Handelse kluis, Huize Padua te Boekel

De Broeders Penitenten (in het Latijn de Congregatio Fratrum Poenitentium St.-Francisci) (c.f.p-s.f.) is een katholieke congregratie. Ze ontstond op 12 maart 1697 in Hoogstraten (België) toen Daniël de Brouwer (geboren 7 februari 1674 te Hoogeloon als Daniël Vervest, overleden 25 juli 1745 te Boekel) zijn tijdelijke geloften aflegde. Hij trad toe tot de Derde Orde van Sint-Franciscus.
In de loop der jaren sloten veel volgelingen zich bij de Nederlandse franciscaanse lekenbroeder aan. De kleine Handelse communiteit groeide al snel uit tot een 13-tal broeders. In 1734 werd een nieuw, groter klooster gebouwd, Bloemendaal geheten. De broeders kosterden in de Handelse Genadekapel, ontgonnen stukken Peel, gaven onderwijs aan jongens en brouwden bier. Die laatste activiteit verliep ook nog eens tamelijk voorspoedig. De Gemertse brouwers namen de Broeders het succes van hun brouwerij niet in dank af. Ze maakten bij de overheid dan ook allerlei bezwaren tegen de Broederlijke brouwactiviteiten. Uiteindelijk leidden deze “kuiperijen” tot niets, maar het leek Daniël de Brouwer toch raadzamer om vlak over de grens (aan de overkant van de Landmeerse Loop), in het Land van Ravenstein (waar volledige godsdienstvrijheid heerste terwijl in de Rijksheerlijkheid Gemert naast de Duitse Orde geen kloostergemeenschappen mochten bestaan die groter waren dan vijf personen), opnieuw te beginnen. Dat was in 1741. Het jaar daarop verrees Huize Padua in Boekel, vlak bij Handel. Het brouwen en ontginnen ging hier gewoon door, net als het geven van onderwijs. De school van de broeders (bekend als Handelse kluis) was zelfs regionaal beroemd. In 1745 overleed de stichter, maar de communiteit bloeide.
Pas in 1871 werden de statuten volledig goedgekeurd en kreeg de orde de naam Congregatie van de Broeders van den Derden Regel van Penitentie van den H. Vader Franciscus van Assisië. Pas toen werden de broeders door de Kerk erkend als religieuze gemeenschap. De naam werd ingekort tot Broeders van de Derde Regel van Penitentie en uiteindelijk tot Broeders Penitenten.
Zij vormden de eerste franciscaanse tertiarissencongregatie in Nederland.
De Broeders Penitenten kennen als motto: Ad omne opus bonus paratus (tot elk goed werk bereid).
Op 6 mei 1826 werd onder leiding van Broeder Antonius van Gerwen de eerste geestelijk zieke patiënt opgenomen in Huize Padua te Boekel (N.Br.) - een nog altijd bestaande psychiatrische instelling.
De Broeders Penitenten slaagden erin hun liefdewerk voortdurend te professionaliseren. Hun werk leidde uiteindelijk tot een reeks nog steeds bestaande instellingen. Alle zijn volledig professionele, door de overheid gefinancierde en inmiddels zelfstandige instellingen met honderden inwoners, bijvoorbeeld:
- huize Assisië te Udenhout (tegenwoordig Stichting Prisma);
- de Hartekamp te Heemstede;
- de Lathmer te Wilp (tegenwoordig ZoZijn);
- de St. Joseph Stichting te Apeldoorn (later de Wellen, tegenwoordig GGNet
- Piusoord in Tilburg (tegenwoordig Amarant).

Inmiddels zijn alle bovenstaande instellingen overgedragen aan stichtingen en niet meer afhankelijk van het liefdewerk van de broeders.
In 1940 sloten de Broeders van de Onbevlekte Ontvangenis en de H. Franciscus te Drunen zich bij hen aan.
Vanaf 1964 gingen de Broeders Penitenten ook in de Missie. In Chili richtten zij verschillende scholen en ziekenhuizen op.
De kloostergemeenschap leeft tot op heden voort. De broeders van nu zijn koster, missionaris of moderne vrijwilliger. Broeders leggen de geloften van zuiverheid, armoede en gehoorzaamheid af.